# Boulevard Montmartre de noite (Pissarro)
Boulevard Montmartre de noite (ou, em francês:  Boulevard Montmartre, Effet de nuit) é uma pintura a óleo sobre tela do pintor impressionista francês Camille Pissarro (1830-1903) datada de 1897 e conservada na National Gallery de Londres.
De toda a série de catorze telas sobre o assunto, esta pintura que se encontra em Londres é a única em que a cena é noturna.
A tela não está assinada nem foi alguma vez exposta em vida de Pissarro. Foi adquirida para ser colocada em museu pelo Fundo Courtauld em 1925.

## História
Tendo sido durante cerca de trinta anos uma das figuras-chave do nascimento e desenvolvimento do movimento impressionista, Pissarro, nos anos 1890, regressou a um dos seus principais interesses, ou seja, a representação das ruas de Paris. A sua técnica, embora cristalizada e que em breve seria superada pelos pós-impressionistas, dava uma grande atenção aos efeitos relacionados com o progresso, às luzes artificiais e ao nevoeiro da nascente poluição atmosférica.
Em 1897, o galerista Durand-Ruel sugeriu a Pissarro que produzisse uma série com a mesma vista, mas em diferentes condições de iluminação e meteorológicas. O artista, que estava hospedado num hotel  no cruzamento do Boulevard dos Italianos, da rue Drouot e do próprio Boulevard Montmartre, pintou então o que via da sua janela, ou seja, uma série de vistas a partir de uma posição elevada do Boulevard Montmartre, num total de catorze telas (apresentam-se cinco das versões da série em Outras obras da série mais abaixo).

## Descrição e estilo
A movimentada avenida parisiense é representada de noite e molhada após um aguaceiro. Ao artista interessava a modernidade e a obra deu-lhe a oportunidade de estudar o efeito das novas luzes elétricas dos candeeiros de rua, alinhados no meio desta, e o brilho amarelo/alaranjado das luzes de gás das vitrinas: o artista tentou representar os diferentes efeitos de diferentes cores da luz artificial, ora pálida e azulada, ora quente e intensa. Sinais verticais apressados, quase abstratos, indicam na calçada a multidão que flui sob árvores e os toldos das lojas. Várias viaturas alinhadas ao longo do passeio, com as luzes acesas, estão aguardando a saída dos clientes do espetáculo do Moulin Rouge, localizado na esquina.
O céu escuro mostra uma espécie de nebelina no meio, ligada às nuvens que ainda não passaram ou, mais provavelmente, à poluição do ar, fenómeno considerado interessante pelo artista, que em 1897 escreveu:
"Estou feliz por pintar as ruas parisienses que as pessoas chegam a descrever como feias, mas que antes são tão prateadas, tão brilhantes e plenas de vida ... isto é a modernidade".
As estrelas no alto do céu, obtidas com pequenos toques de branco, mostram, no entanto, que a calma está voltando, para em breve enxugar as ruas molhadas.

## Outras obras da série

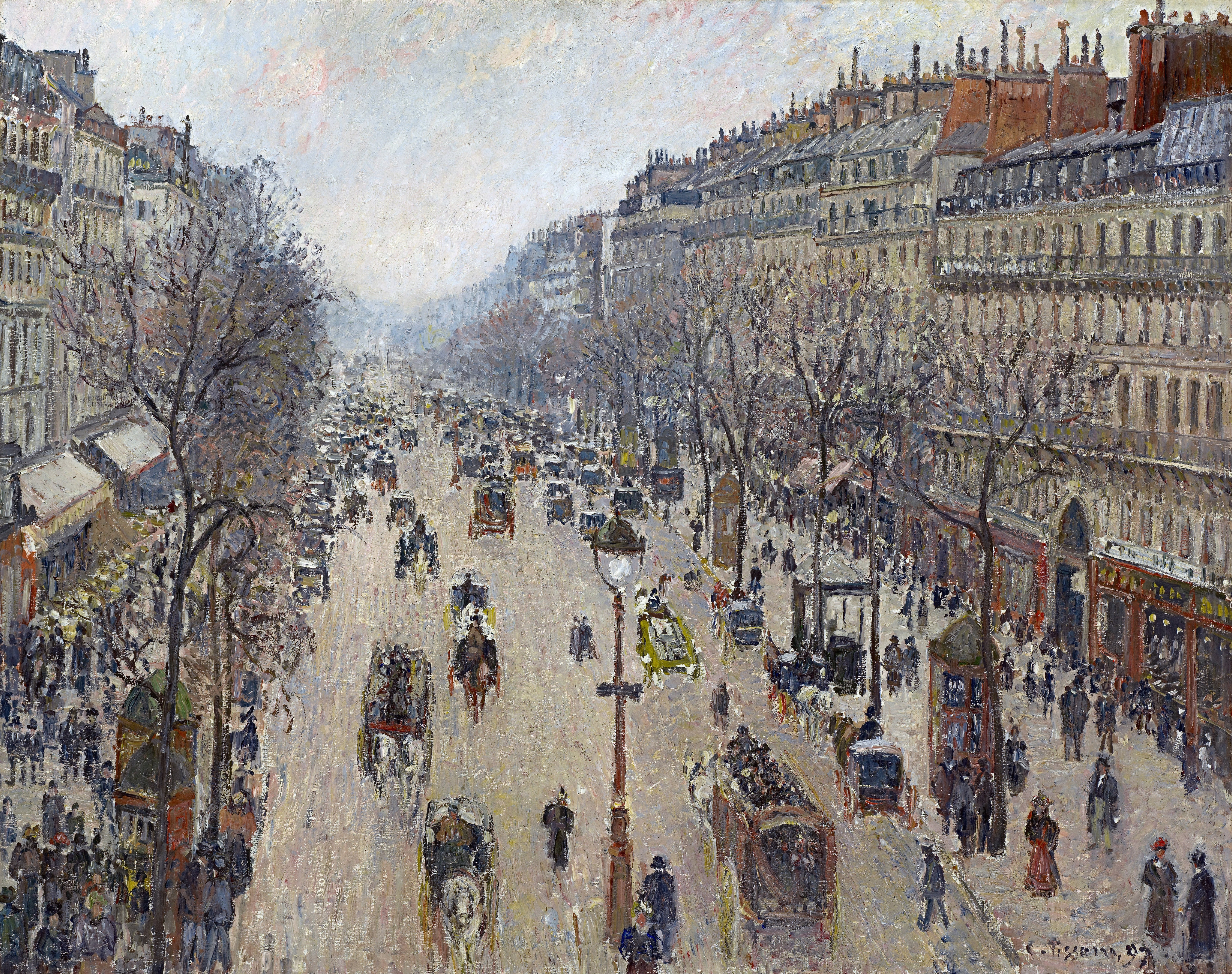
Boulevard Montmartre, morning, cloudy weather (1897), Camille Pissarro, na National Gallery of Victoria, em Melbourne
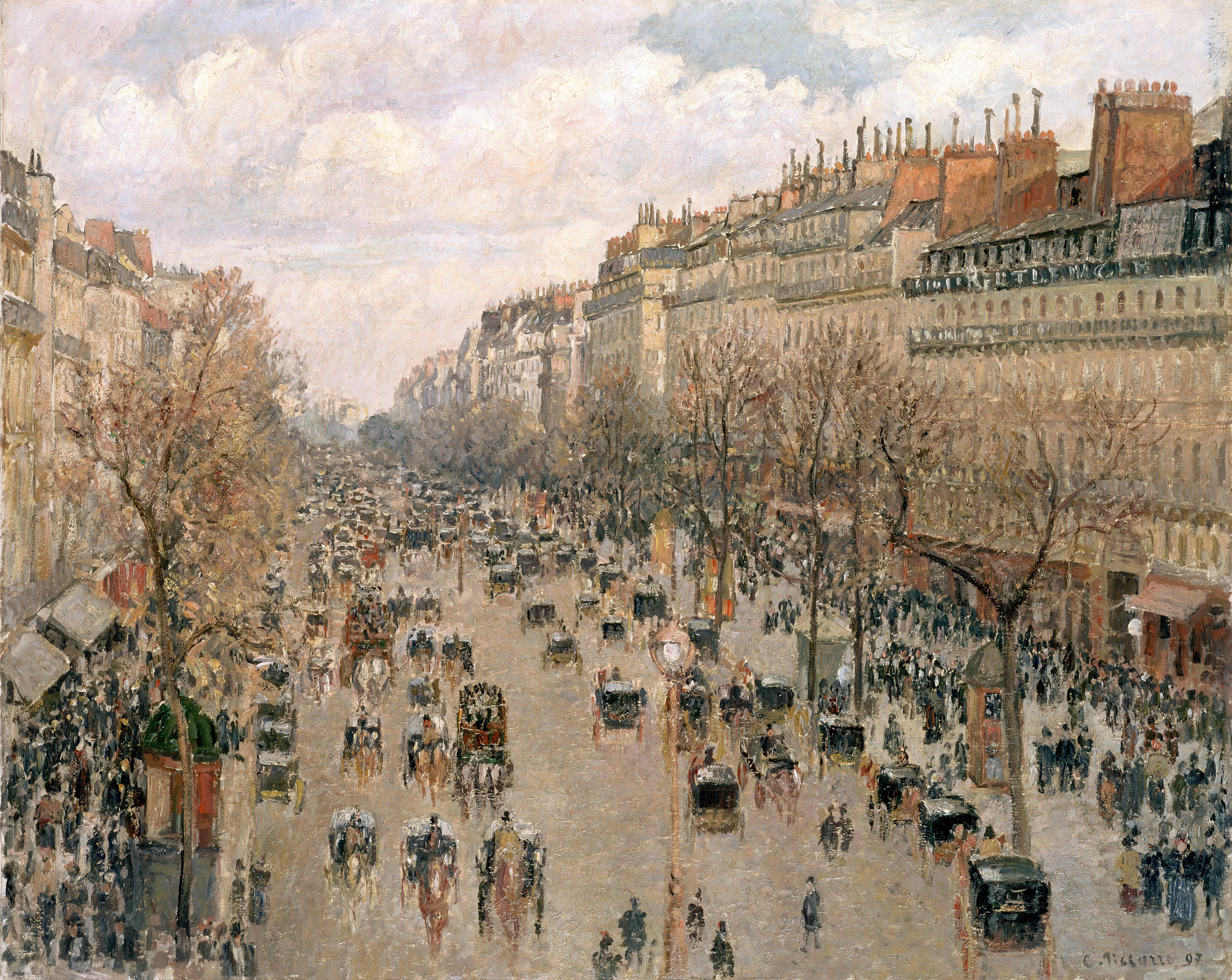
Boulevard Montmartre (1897), Camille Pissarro, no Hermitage, em São Petersburgo
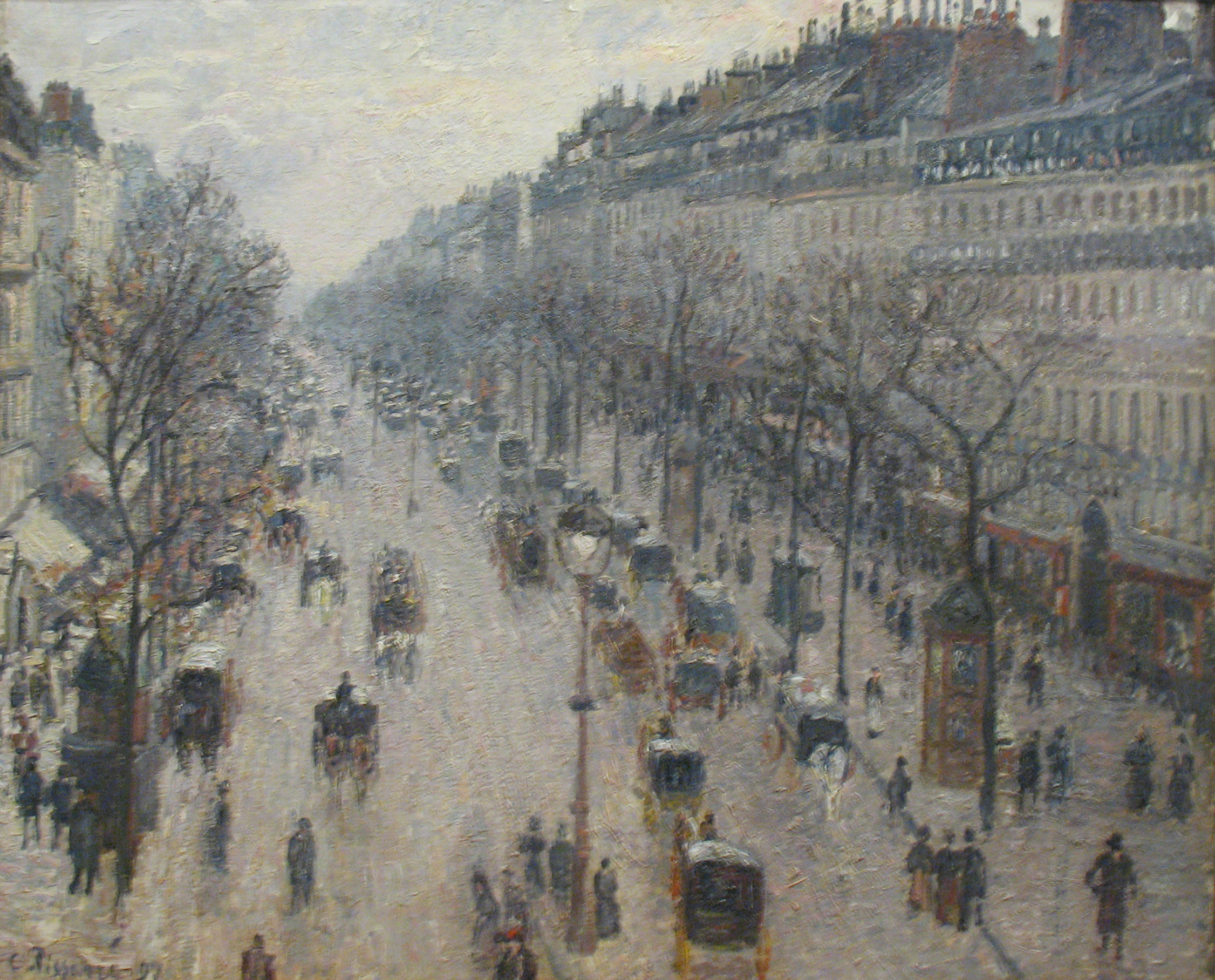
The Boulevard Montmartre on an Winter Morning (1897), Camille Pissarro, no Metropolitan Museum of Art, em Nova Iorque
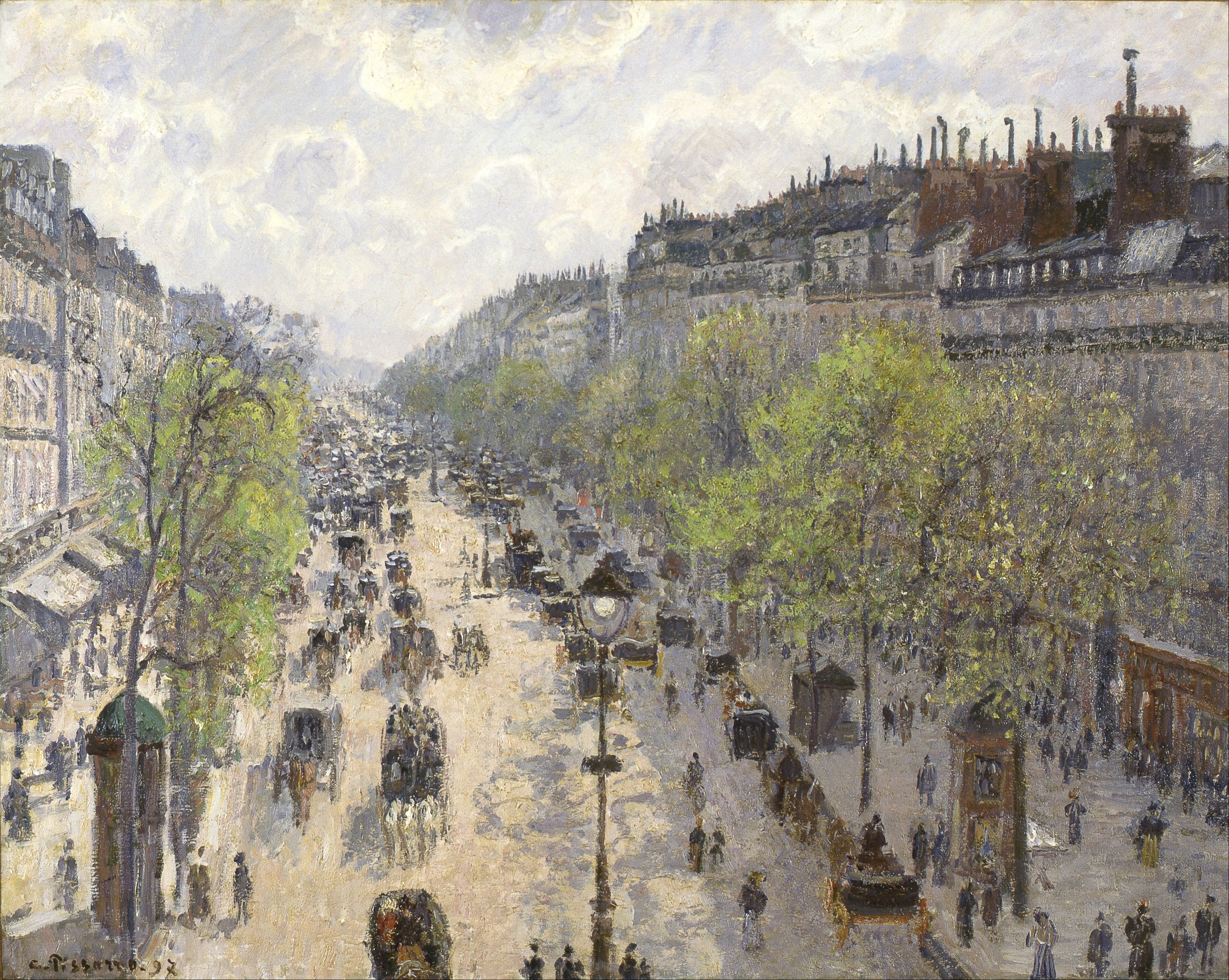
Boulevard Montmartre, Spring (1897), Camille Pissarro, no Museu de Israel, em Jerusalém
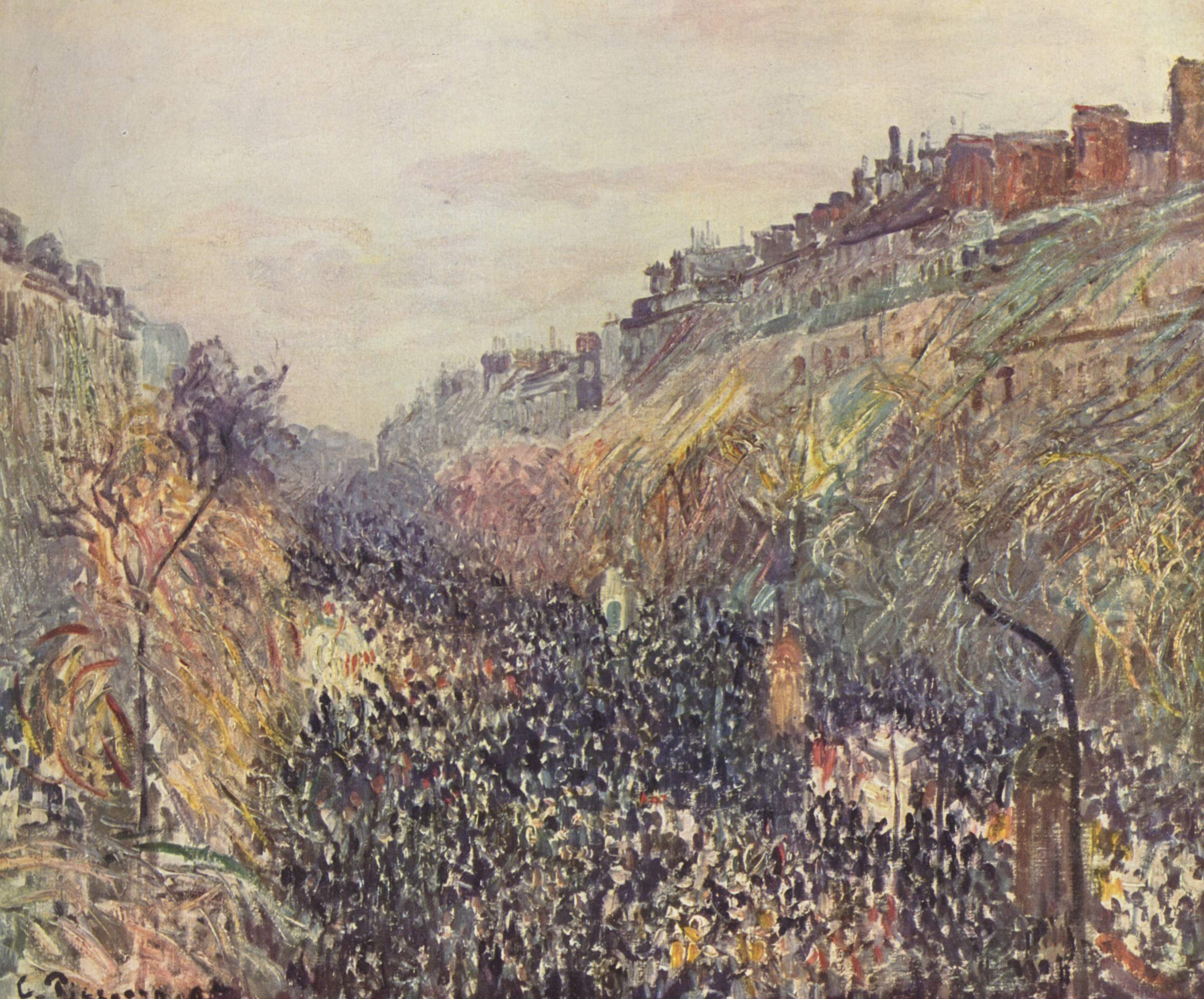
Boulevard Montmartre, Mardi Gras, au coucher du soleil (1897), Camille Pissarro, no Museu de Arte, em Winterthur

### Ligação externa
- Nota sobre a obra no sítio oficial da National Gallery,